# Montiel
Montiel és un municipi situat a la província de Ciudad Real, Castella – la Manxa. El municipi té una superfície total de 271,22 km² i, a partir de l’1 de gener de 2020, tenia una població registrada de 1.294 habitants.

## Història
El 5 de març de 1227, Ferran III va donar el castell d'Estrella a Pedro González, Gran Mestre de l'Orde de Santiago, de manera que finalment Montiel es va convertir en el cap de les terres del Campo de Montiel. El 1243, el gran mestre Paio Peres Correia va concedir a Montiel un furs (una còpia de Conca) i diversos privilegis.
Montiel va ser escenari d'un enfrontament bèl·lic emmarcat en la Guerra dels Cent Anys i en el seu conflicte satèl·lit, la Primera Guerra Civil Castellana: la batalla de Montiel. En ella, exèrcits francocastellanos es van amidar amb una aliança proanglesa liderada per Portugal. La primera d'aquestes forces, comandada per Enric de Trastámara (després Enric II de Castella), es va imposar a la segona, dirigida pel seu germà Pere el Cruel. El mig germà il·legítim del rei Pedro I de Castella tenia pretensions al tron de Castella. França va donar el dret del primer, comissionant al seu millor conestable perquè ajudés a les forces oficialistes. Així, el gran estrateg Bertrand du Guesclin va creuar els Pirineus i va enfrontar Enric en la Batalla de Montiel, en el que representa la primera guerra civil espanyola de la història (la Guerra Civil de Castella), emmarcada en un conflicte molt major i de nivell continental: la Guerra dels Cent Anys. Aquesta guerra entre germans (en sentit literal i figurat) es va perpetuar durant més de quinze anys i va finalitzar amb la victòria d'Enrique i l'assassinat de Pere el Cruel a les mans del seu germà.

## Política
En Montiel hi ha presents en l'Ajuntament dos partits polítics que es reparteixen els nou edils. En les eleccions municipals de 1999 i 2003 el repartiment fou de quatre regidors per al PP i cinc per al PSOE. L'Ajuntament de 2003 estava compost per: Alcalde: D. Bartolomé Jiménez Moreno (PSOE) Regidors del PSOE; D. Experidión Gallego Perona. D. Pedro Ramón Castellanos Triviño. D. Jesús Reyes Flores Mateo. Dª. Pilar Castellanos Badillo. Regidors del PP; D. Luis Miguel González Montalvo. D. Pedro Antonio Arcos García. D. Francisco Javier Álamo Amador. D. José Ramón Álamo Redondo
A les eleccions municipals de 2007 el repartiment fou de quatre regidors per al PSOE i cinc per al PP.

### Alcaldia
| Període   | Nom de l'alcalde              | Partit Polític |
| 1991-2007 | Bartolomé Jiménez Moreno      | PSOE           |
| 2007-2011 | Francisco Javier Álamo Amador | PP             |

## Població
Segons l'INE
| Any  | Homes | Dones | Total |
| 1996 | 888   | 880   | 1768  |
| 1998 | 865   | 856   | 1721  |
| 1999 | 865   | 856   | 1721  |
| 2000 | 845   | 828   | 1673  |
| 2001 | 839   | 827   | 1666  |
| 2002 | 846   | 827   | 1673  |
| 2003 | 854   | 836   | 1690  |
| 2004 | 858   | 831   | 1689  |
| 2005 | 870   | 830   | 1700  |
| 2006 | 842   | 814   | 1656  |
| 2007 | 830   | 808   | 1638  |